# Vit flagg (musikalbum)
Vit flagg är ett album från 1981 av Anders F Rönnblom. Enligt skivomslaget är skivan utgiven som "Anders F Rönnblom & Seskaton". 
 Seskaton är i själva verket en förkortning för Seskaton Big Band, Anders F. Rönnbloms kompband.

## Låtlista
1. Mitt liv - 4:00
2. Öknen lever och öknen dör - 3:33
3. Älskar, älskar, älskar - 3:33
4. Välfärdsmadonna - 3:18
5. Djuren - 3:46
6. När stenar brinner - 3:00
7. Bittra damer, bittra män - 3:35
8. Kokofån - 3:10
9. Sjättenovemberkänslan - 2:32
10. Jesus, Marx och Billy The Kid (Del 1 & 2) - 7:25
11. Hard Promises - 1:38
12. Vit flagg - 4:00
13. Veka ögon - 3:25 (Bonusspår på F-box utgivningen)
14. Dom rätta kretsarna (Live) - 5:03 (Bonusspår på F-box utgivningen)